# Hilshire Village
Hilshire Village – miasto w Stanach Zjednoczonych, w stanie Teksas, w hrabstwie Harris.